# Ирфан Али
Мохамед Ирфан Али (енгл. Mohamed Irfaan Ali; Леонора, 25. мај 1980) гвајански је политичар и садашњи председник Гвајане од 2. августа 2020. године.
Претходно је био посланик у парламенту, и министар домаћинстава. Први је председник Гвајане исламске вероисповести.